# مردوخ
مردوخ (مرْدُوك) كان كبير آلهة قدماء البابليين، وكان أساسًا إلهًا لمدينة بابل. ولما كانت بابل أهم وأقوى مدينة في العصور القديمة، فقد أصبح مرْدُوك أهم إله في هذه الحقبة، وقد سمَّاه أصحاب السِّيادة المولى الأعظم، مولى السماء والأرض، وزعموا أن قوته كانت تكمن في حكمته التي كان يستخدمها لمساعدة النَّاس الأخيار على معاقبة النَّاس الأشرار. كانت له عدة صفات خارقة لكن أبرز صفتين كانتا أنه يرى بزاوية 360 درجة وأنه يلقي كلمات سحرية.
وبسبب العلاقات السياسية بين بابل وإريدو، كان مردوك يُعتبر بكر انكي أو آيا رب المياه السفلى (كأوقيانوس تحت الأرض يسمى افسو) الذي يُعبد في اريدو. حين أسّس الأموريون حوالي سنة 1830 ق.م أول سلالة بابلية ستسيطر في أيام حمورابي على كل بلاد الرافدين، صار الاله مردوك اله المملكة. وكان لهذا التبديل نتائج على اللاهوت. فاستطاع علماء بابل أن يبرِّروا ارتفاع شأن مردوك.
فحسب فاتحة شريعة حمورابي، اعطى انو (الاله السامي في البنتيون الاكادي منذ زمن السومريين) وانليل (بالو أي بعل أي السيد) مردوك المُلك الابدي على كل المائتين، ومنحاه المقام الأول بين كل آلهة السماء.
وتعطي السببَ لذلك مَلحمةُ الخلق إنوما إليش أي قصة الخلق البابلية: تجرّأ مردوك وحده على صراع تيامات (تشخيص الشواش والفوضى الأولى) وانتصر عليه. فنال مردوك لقب انليل (بالو أو السيّد). وارتبطت به هذه الصفةُ بحيث سمّي مرارا بال.

## هيكله الرئيسي
«أي ساغ ايلا» (البيت الذي يرفع الرأس) في بابل مع البرج المشهور «أي تمن أن كي» (بيت أساس السماء والأرض برج بابل) وباب الشرق المقدس الذي كان مقفلا طوال السنة، ولكن كان يُفتح بضعة أيام خلال الشهر السادس من اجل الطواف مع مردوك ونابو.
اولاد مردوخ:
كان للإله مردوخ ابن واحد وهو الإله نابو إله بورسيبا، وتوضح أسطورة الخليقة إن مردوخ تزوج سربانيط وانجبا نابو. وعُرف هذا الإله كشفيع لفن الكتابة وللكتبة. ففي القرن 6 ق.م، ومنذ بداية القرن 8 ق.م تطورت عبادة الإله نابو فنقرأ مدوّنة أشورية لـ أدد نيراري الثالث:«ثق بنابو ولا تثق بإله آخر». وزوجة نابو هي «تاشميتيوم» أي المستجيبة، ولأبن مردوخ دور كبير في أنقاذ أبيه مردوخ في أعياد رأس السنة الجديدة التي يُحتفل بها في الربيع (نيسان) وتتميّز بطواف احتفالي إلى اكيتو (بيت الاعياد) الواقع خارج المدينة. وكان يتم الاحتفال بتلاوة ملحمة الخلق وتنصيب مردوك كخالق الكون وملكه. وكانوا يعلنون أن هذا اليوم يثبّت مصير البشر والالهة للسنة القادمة وان الذكر القديم لعيد السنة الجديدة كعيد الخصب، ظلّ حيا في طقس زواج مردوك مع زوجته سربانيط (يجمع تمثاله وتمثالها أو يتجامع الملك مع إحدى الكاهنات). وكان هذا الطقسُ الشرطَ الضروري لحفظ الحياة على الأرض. وفي اليوم السادس من عيد الأكيتو يإتي موكب الإله نابو ليخلص أبيه مردوخ من الأسر (العالم الأسفل) بعد أن يقتل الوحوش والخنازير الوحشية والشياطين التي تحتجز مردوخ.